# Shanica Knowles
Shanica (también escrito Shanika) Channell Knowles (Miami, Florida; 17 de noviembre de 1990) es una actriz y cantante estadounidense. Es más conocida por su recientes papeles en Jump In! y Hannah Montana. A pesar de numerosas especulaciones y de compartir el apellido, ha declarado que no tiene parentesco alguno con las cantantes Beyoncé y Solange Knowles.

## Carrera
Su primera aparición importante en televisión fue como Vanessa en Unfabulous. Participó en la película Original de Disney Channel, Jump In! como Shauna Keaton, junto a Corbin Bleu y Keke Palmer. En 2007, hizo un pequeño papel en My Super Sweet 16: The Movie, la película de Aly & AJ.
En 2007, apareció en un episodio de Hannah Montana como Amber Addison la chica más popular del instituto y rival de Miley Stewart y Lilly Truscott. Su mejor amiga es Ashley Dewitt (Anna Maria Perez de Tagle), y desde que mostró su talento para la actuación ha aparecido en casi todos los episodios de la segunda temporada. También participó en un anuncio de State Farm. Actualmente vive en Los Ángeles, California, junto con su familia.
En 2016 interpretó a Tichina Arnold en la película biográfica Surviving Compton.
En 2018, aparece como un personaje recurrente, Simone Burch, en la telenovela The Young and the Restless, y es coprotagonista en Life-Size 2, junto a Tyra Banks y Francia Raisa.

## Filmografía
| Películas y Series de Televisión | Películas y Series de Televisión            | Películas y Series de Televisión | Películas y Series de Televisión                          |
| Año                              | Título                                      | Rol                              | Notas                                                     |
| -------------------------------- | ------------------------------------------- | -------------------------------- | --------------------------------------------------------- |
| 2003                             | Escuela de rock                             | Mallorie Kay                     | Aparición                                                 |
| 2005                             | Unfabulous                                  | Vanessa                          | (3 Episodios)                                             |
| 2006-2011                        | Hannah Montana                              | Amber Addison                    | Papel recurrente                                          |
| 2007                             | Jump In!                                    | Shauna Keaton                    | Película Original de Disney Channel                       |
| 2007                             | Super Sweet 16: The Movie                   | Sierra                           | Película para TV                                          |
| 2011                             | Harry's Law                                 | Shonda                           | Episodio: "Bangers in the House"                          |
| 2011                             | In the Flow with Affion Crockett            | Ella                             |                                                           |
| 2011                             | Awkward.                                    | Michelle                         | Episodios: Pilot, "The Scarlet Eye", "The Way We Weren't" |
| 2011                             | Pretty Tough                                | Pickle                           |                                                           |
| 2011                             | Melissa & Joey                              | Sandra                           | Episodio: "Breaking Up Is Hard To Do"                     |
| 2012                             | Sassy Pants                                 | Amber                            | Película                                                  |
| 2013                             | Suburgatory                                 | Amanda                           | Episodio: "Body Talk"                                     |
| 2013                             | Real Husbands of Hollywood                  | Rondayvu                         | Episodio: "Frauditions"                                   |
| 2015                             | Megachurch Murder                           | Hanna Spears                     | Película para TV                                          |
| 2016                             | Surviving Compton: Dre, Suge, and Michel'le | Tichina Arnold                   | Película para TV                                          |
| 2018                             | The Time Capsule                            | Jane                             | Película para TV                                          |
| 2018                             | The Young and the Restless                  | Simone Burch                     |                                                           |
| 2018                             | Babysitter's Nightmare                      | Kaci                             | Película para TV                                          |
| 2018                             | When It Comes Around                        | Lisa                             | Película                                                  |
| 2018                             | Life-Size 2                                 | Tahlia                           | Película                                                  |